# Michelina da Pesaro
Michelina da Pesaro (Pesaro, 1300 – Pesaro, 19 giugno 1356) è stata una religiosa italiana, terziaria francescana e fondatrice della confraternita della Santissima Annunziata.
Il suo culto come beata è stato confermato da papa Clemente XII nel 1737.

## Biografia
La principale fonte di informazione sulla biografia di Michelina è una Vita agiografica redatta attorno al 1380. Di famiglia notabile, dopo la morte del marito e del figlio abbracciò la vita religiosa nel terz'ordine regolare di San Francesco, divenendo la prima terziaria di Pesaro: devolse il suo patrimonio in beneficenza e visse di elemosina.
Insieme con il concittadino Cecco Zanferdini, nel 1347 fondò la confraternita della Santissima Annunziata per l'assistenza ad ammalati, mendicanti e pellegrini.
Morì in fama di santità.

## Culto
Pandolfo II Malatesta attribuì all'intercessione della beata Michelina la sua salvezza in un naufragio, contribuendo notevolmente allo sviluppo e alla diffusione del suo culto in tutta la regione.
Nel 1393 il vescovo Francesco III concesse alla confraternita della Santissima Annunziata l'ufficio e la messa della beata Michelina, che negli Statuti civici di Pesaro venne menzionata come terza protettrice della città dopo la Madonna delle Grazie e san Terenzio.
Filippo Carlo Spada, vescovo di Pesaro, nel 1733 ne avviò il processo di beatificazione e papa Clemente XII ne confermò il culto il 24 aprile 1737.
Il suo corpo si venera nel santuario di Santa Maria delle Grazie (già chiesa di San Francesco) a Pesaro.
Il suo elogio si legge nel Martirologio romano al 19 giugno.